# ソリーゾ
ソリーゾ（伊: Soriso）は、イタリア共和国ピエモンテ州ノヴァーラ県にある、人口約700人の基礎自治体（コムーネ）。

## 地理

### 位置・広がり
| 隣接するコムーネは以下の通り。括弧内のVCはヴェルチェッリ県所属を示す。 - ガルガッロ - ゴッツァーノ - ポーニョ - ヴァルドゥッジャ (VC) |